# HMS Southampton (D90)
El HMS Southampton (D90) fue un destructor Tipo 42 que sirvió en la Marina Real británica entre 1981 y 2009.

## Construcción
La construcción del Southampton inició el 21 de octubre de 1976 en Vosper Thornycroft. Fue botado el 29 de enero de 1979 y finalmente entregado en julio de 1981.
El buque desplazaba 3500 toneladas con carga estándar y 4100 t con carga completa. Tenía una eslora de 125 metros, una manga de 14,3 m y un calado de 5,8 m. Tenía una propulsión COGOG, compuesta por dos turbinas de gas Rolls-Royce Olympus para la máxima potencia y otro par de turbinas de gas Rolls-Royce Tyne para velocidades crucero.
Su armamento consistía en un lanzador doble de misiles antiaéreos (también superficie-superficie) Sea Dart Mk 2, un cañón Mk 8 de 115 milímetros de calibre y dos cañones Oerlikon 20 mm.

## Historia de servicio
En 2006, el Southampton desbarató la entrega de un cargamento de cocaína.
En 2009, fue retirado del servicio en la Marina.